# Am I OK?
Am I OK? es una película de comedia dramática estadounidense de 2022 dirigida por Tig Notaro y Stephanie Allynne, y escrita por Lauren Pomerantz. La película está protagonizada por Dakota Johnson, Sonoya Mizuno, Jermaine Fowler, Kiersey Clemons, Molly Gordon, June Diane Raphael, Tig Notaro, y Sean Hayes.
Tuvo su estreno mundial en el Festival de Cine de Sundance de 2022 el 24 de enero de 2022 y se estrenó en Max el 6 de junio de 2024.

## Premisa
Lucy, una mujer de 32 años que vive en Los Ángeles, se da cuenta de que todas sus citas con hombres son infructuosas porque es lesbiana. Con la ayuda de su mejor amiga de toda la vida, Jane, intenta salir del armario y salir con mujeres a sus 30 años.

## Reparto
- Dakota Johnson como Lucy
- Sonoya Mizuno como Jane
- Jermaine Fowler como Danny
- Kiersey Clemons como Brittany
- Whitmer Thomas como Ben
- Molly Gordon como Kat
- June Diane Raphael
- Tig Notaro como Sheila
- Sean Hayes como Stu
- Odessa A'zion como Sky

## Producción
En octubre de 2019, se anunció que Tig Notaro y Stephanie Allynne dirigirían la película con un guion escrito por Lauren Pomerantz, con Jessica Elbaum y Will Ferrell listos para producir bajo su casa productora Gloria Sanchez Productions. En enero de 2021, Dakota Johnson, Sonoya Mizuno, Jermaine Fowler, Whitmer Thomas, Molly Gordon, June Diane Raphael, Notaro y Sean Hayes se unieron al reparto de la película, y Johnson también se desempeñó como productora bajo su productora de cine TeaTime Pictures.
La fotografía principal comenzó en febrero de 2021 en Los Ángeles. Poco después de que comenzara la producción, se detuvo durante una semana después de que un miembro del equipo dio positivo por COVID-19 en medio de la pandemia en curso.

## Estreno
La película tuvo su estreno mundial en el Festival de Cine de Sundance el 24 de enero de 2022. Poco después, HBO Max y Warner Bros. Pictures adquirieron los derechos de distribución de la película. Se estrenó en Max el 6 de junio de 2024.